# 天康 (南朝陈)
天康（566年二月—十二月）是南朝陳政權，世祖文皇帝陈蒨的年号，共计近1年。
天康元年春二月丙子，诏曰：“朕以寡德，纂承洪绪，日昃劬劳，思弘景业，而政道多昧，黎庶未康，兼疹患淹时，亢阳累月，百姓何咎，实由朕躬，念兹在兹，痛如疾首。可大赦天下，改天嘉七年为天康元年。”
天康元年四月陈废帝陳伯宗即位沿用。

## 纪年
| 天康 | 元年  |
| ---- | ----- |
| 公元 | 566年 |
| 干支 | 丙戌  |

## 參看
- 中国年号列表
  - 其他使用天康年號的政權
- 同期存在的其他政权年号
  - 天保（562年二月—585年十二月）：西梁政權梁明帝萧岿的年号
  - 天统（565年四月—569年十二月）：北齐政权齐后主高纬年号
  - 天和（566年正月—572年三月）：北周政权周武帝宇文邕年号
  - 延昌（561年—601年）：高昌政权麴固年号
  - 開國（551年—568年）：新罗真兴王的年號